# TARM1
TARM1 (англ. T-cell-interacting, activating receptor on myeloid cells 1) – білок, який кодується однойменним геном, розташованим у людей на довгому плечі 19-ї хромосоми. Довжина поліпептидного ланцюга білка становить 271 амінокислот, а молекулярна маса — 29 474.
| 10         |  | 20         |  | 30         |  | 40         |  | 50         |
| ---------- |  | ---------- |  | ---------- |  | ---------- |  | ---------- |
| MIPKLLSLLC |  | FRLCVGQGDT |  | RGDGSLPKPS |  | LSAWPSSVVP |  | ANSNVTLRCW |
| TPARGVSFVL |  | RKGGIILESP |  | KPLDSTEGAA |  | EFHLNNLKVR |  | NAGEYTCEYY |
| RKASPHILSQ |  | RSDVLLLLVT |  | GHLSKPFLRT |  | YQRGTVTAGG |  | RVTLQCQKRD |
| QLFVPIMFAL |  | LKAGTPSPIQ |  | LQSPAGKEID |  | FSLVDVTAGD |  | AGNYSCMYYQ |
| TKSPFWASEP |  | SDQLEILVTV |  | PPGTTSSNYS |  | LGNFVRLGLA |  | AVIVVIMGAF |
| LVEAWYSRNV |  | SPGESEAFKP |  | E          |  |            |  |            |

A: Аланін

C: Цистеїн

D: Аспарагінова кислота

E: Глутамінова кислота

F: Фенілаланін

G: Гліцин

H: Гістидин

I: Ізолейцин

K: Лізин

L: Лейцин

M: Метіонін

N: Аспарагін

P: Пролін

Q: Глутамін

R: Аргінін

S: Серин

T: Треонін

V: Валін

W: Триптофан

Задіяний у такому біологічному процесі, як альтернативний сплайсинг. 
Локалізований у мембрані.